# Baltowie (dynastia)
Baltowie – nazwa wizygockiego rodu królewskiego. Należeli do niego władcy od Alaryka I do Amalaryka (z wyjątkiem Sigeryka i Teodoryka Wielkiego). 